# مارك إل. ليستير
مارك إل. ليستير (بالإنجليزية: Mark L. Lester)‏ هو كاتب ومنتج أفلام وكاتب سيناريو ومخرج أمريكي، ولد في 26 نوفمبر 1946 في كليفلاند في الولايات المتحدة.

## وصلات خارجية
- مارك إل. ليستير على موقع IMDb (الإنجليزية)
- مارك إل. ليستير على موقع ألو سيني (الفرنسية)
- مارك إل. ليستير على موقع أول موفي (الإنجليزية)
- مارك إل. ليستير على موقع قاعدة بيانات الأفلام السويدية (السويدية)
- مارك إل. ليستير على موقع إن إن دي بي (الإنجليزية)
- مارك إل. ليستير على موقع قاعدة بيانات الفيلم (الإنجليزية)
- مارك إل. ليستير على موقع كينوبويسك (الروسية)